# 李涵秋

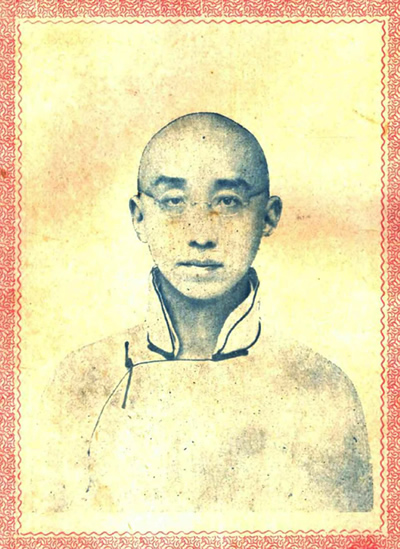
李涵秋肖像

李涵秋（1873年—1923年），又名李應漳，字涵秋，號沁香閣主人、韵花館主、娛受室主，揚州人，中國作家，鴛鴦蝴蝶派代表人物。

## 生平
李涵秋於20歲時中秀才。在29歲至48歲時，他到安慶、武昌當家庭教師。光緒十五年（1889年），他在武漢漢口主持《公論報》。及後在辛亥革命期間時擔任揚州民政署秘書長。至清朝光緒二十七年（1901年），他返回揚州。九年後，即宣統二年（1910年），李涵秋任職兩淮高等小學文史和地理教師。其後在江蘇省立第五師範學校兼教中文。1921年，他到上海主編《小時報》，並為《小說時報》及《快活林》等報刊撰寫小說。翌年秋，李涵秋辭職返回揚州，於1923年因腦溢血病逝。
在民初年間，報紙都連載李涵秋的小說，時人有「無鄭不補白，無李不開張」的說法。意即報紙的補白（報刊上刊載的文藝性文字）必須為鄭逸梅，而副刊的開張必須為李涵秋。李涵秋是鴛鴦蝴蝶派的代表人物之一，被譽為民國第一小說大家。他著有長篇小說36部《雙花記》和《雌蝶影》、短篇小說20篇、詩集5卷、雜著5篇以及札記20篇。其代表作為《過渡鏡》（即《廣陵潮》），廣受讀者的歡迎。其餘作品如《雙花記》、《雌蝶影》、《琵琶怨》、《開頭蓮》、《梨雲劫》、《雙鵑血》、《好青年》、《怪家庭》、《還嬌記》、《眾生相》、《平沙恨》、《怪姻緣》、《青萍吼》、《滑稽魂》、《瑶瑟夫人》、《姐妹花骨》、《俠風奇緣》、《孽海鴛鴦》、《鏡中人影》、《情天孽鏡》、《秋冰别傳》、《玉痕小史》、《雪蓮日記》、《無可奈何》、《綠林怪傑》、《戰地鶯花錄》、《愛克司光錄》、《社會罪惡史》、《劍釧雙俠記》等都獲得好評。
李涵秋的妻子為薛柔韾。二人於1897年結為夫妻。此前，他於20歲時（1893年）中秀才之後遇上一位揚州的富家千金，名叫媚香。媚香對李涵秋傾情，不過最後未能開花結果。其第一部小說作品《雙花記》中的女主角正是媚香的原型。